# Championnat du monde de vitesse moto 1967
Navigation
Édition précédente Édition suivante
Le Championnat du monde de vitesse moto 1967 est la dix-neuvième saison de vitesse moto organisée par la FIM.

Ce championnat comporte treize courses de Grand Prix, pour cinq catégories : 500 cm3, 350 cm3, 250 cm3, 125 cm3 et 50 cm3.

## Attribution des points
Les points du championnat sont attribués aux six premiers de chaque course :
- Premier : 8 points
- Second : 6 points
- Troisième : 4 points
- Quatrième : 3 points
- Cinquième : 2 points
- Sixième : 1 point

## Grand Prix 1967 catégorie500cm3
| n° | Course                            | Lieu       | Vainqueur        | Constructeur | Résultat |
| -- | --------------------------------- | ---------- | ---------------- | ------------ | -------- |
| 1  | Grand Prix d'Allemagne de l'Ouest | Hockenheim | Giacomo Agostini | MV Agusta    | Résultat |
| 2  | Tourist Trophy                    | Île de Man | Mike Hailwood    | Honda        | Résultat |
| 3  | Grand Prix des Pays-Bas           | Assen      | Mike Hailwood    | Honda        | Résultat |
| 4  | Grand Prix de Belgique            | Spa        | Giacomo Agostini | MV Agusta    | Résultat |
| 5  | Grand Prix d'Allemagne de l'Est   | Sachsen    | Giacomo Agostini | MV Agusta    | Résultat |
| 6  | Grand Prix de Tchécoslovaquie     | Brno       | Mike Hailwood    | Honda        | Résultat |
| 7  | Grand Prix de Finlande            | Imatra     | Giacomo Agostini | MV Agusta    | Résultat |
| 8  | Grand Prix d'Ulster               | Dundrod    | Mike Hailwood    | Honda        | Résultat |
| 9  | Grand Prix des Nations            | Monza      | Giacomo Agostini | MV Agusta    | Résultat |
| 10 | Grand Prix du Canada              | Mosport    | Mike Hailwood    | Honda        | Résultat |

### Championnat 1967 catégorie500cm3
| Clas. | Pilote           | N° | Pays        | Constructeur | Points | Victoires |
| ----- | ---------------- | -- | ----------- | ------------ | ------ | --------- |
| 1     | Giacomo Agostini | 1  | Italie      | MV Agusta    | 46     | 5         |
| 2     | Mike Hailwood    | 2  | Royaume-Uni | Honda        | 46     | 5         |
| 3     | John Hartle      |    | Royaume-Uni | Matchless    | 22     | 0         |
| 4     | Peter Williams   | 9  | Royaume-Uni | Matchless    | 16     | 0         |
| 5     | Jack Findlay     | 3  | Australie   | Matchless    | 15     | 0         |
| 6     | Fred Stevens     | 12 | Royaume-Uni | Paton        | 11     | 0         |
| 7     | John Cooper      | 13 | Royaume-Uni | Norton       | 8      | 0         |
| 8     | Gyula Marsovsky  | 6  | Suisse      | Matchless    | 7      | 0         |
| 9     | Billie Nelson    |    | Royaume-Uni | Norton       | 6      | 0         |
| 10    | Steve Spencer    |    | Royaume-Uni | Norton       | 6      | 0         |

## Grands Prix 1967 catégorie 350 cm³
| n° | Course                            | Lieu       | Vainqueur        | Constructeur | Résultat |
| -- | --------------------------------- | ---------- | ---------------- | ------------ | -------- |
| 1  | Grand Prix d'Allemagne de l'Ouest | Hockenheim | Mike Hailwood    | Honda        | Résultat |
| 2  | Tourist Trophy                    | Île de Man | Mike Hailwood    | Honda        | Résultat |
| 3  | Grand Prix des Pays-Bas           | Assen      | Mike Hailwood    | Honda        | Résultat |
| 4  | Grand Prix d'Allemagne de l'Est   | Sachsen    | Mike Hailwood    | Honda        | Résultat |
| 5  | Grand Prix de Tchécoslovaquie     | Brno       | Mike Hailwood    | Honda        | Résultat |
| 6  | Grand Prix d'Ulster               | Dundrod    | Giacomo Agostini | MV Agusta    | Résultat |
| 7  | Grand Prix des Nations            | Monza      | Ralph Bryans     | Honda        | Résultat |
| 8  | Grand Prix du Japon               | Fisco      | Mike Hailwood    | Honda        | Résultat |

### Championnat 1967 catégorie 350 cm³
| Clas. | Pilote           | N° | Pays               | Constructeur | Points | Victoires |
| ----- | ---------------- | -- | ------------------ | ------------ | ------ | --------- |
| 1     | Mike Hailwood    | 1  | Royaume-Uni        | Honda        | 40     | 6         |
| 2     | Giacomo Agostini | 2  | Italie             | MV Agusta    | 32     | 1         |
| 3     | Ralph Bryans     |    | Royaume-Uni        | Honda        | 20     | 1         |
| 4     | Heinz Rosner     | 7  | Allemagne de l'Est | MZ           | 18     | 0         |
| 5     | Derek Woodman    |    | Royaume-Uni        | MZ           | 14     | 0         |
| 6     | Alberto Pagani   | 6  | Italie             | Aermacchi    | 11     | 0         |
| 7     | Kel Carruthers   | 18 | Australie          | Aermacchi    | 9      | 0         |
| 8     | Renzo Pasolini   | 3  | Italie             | Benelli      | 8      | 0         |
| 9     | Silvio Grassetti | 11 | Italie             | Benelli      | 6      | 0         |
| 10    | K. Mimuro        |    | Japon              | Yamaha       | 4      | 0         |

## Grand Prix 1967 catégorie 250 cm³
| n° | Course                            | Lieu             | Vainqueur     | Constructeur | Résultat |
| -- | --------------------------------- | ---------------- | ------------- | ------------ | -------- |
| 1  | Grand Prix d'Espagne              | Montjuïc         | Phil Read     | Yamaha       | Résultat |
| 2  | Grand Prix d'Allemagne de l'Ouest | Hockenheim       | Ralph Bryans  | Honda        | Résultat |
| 3  | Grand Prix de France              | Clermont-Ferrand | Bill Ivy      | Yamaha       | Résultat |
| 4  | Tourist Trophy                    | Île de Man       | Mike Hailwood | Honda        | Résultat |
| 5  | Grand Prix des Pays-Bas           | Assen            | Mike Hailwood | Honda        | Résultat |
| 6  | Grand Prix de Belgique            | Spa              | Bill Ivy      | Yamaha       | Résultat |
| 7  | Grand Prix d'Allemagne de l'Est   | Sachsen          | Phil Read     | Yamaha       | Résultat |
| 8  | Grand Prix de Tchécoslovaquie     | Brno             | Phil Read     | Yamaha       | Résultat |
| 9  | Grand Prix de Finlande            | Imatra           | Mike Hailwood | Honda        | Résultat |
| 10 | Grand Prix d'Ulster               | Dundrod          | Mike Hailwood | Honda        | Résultat |
| 11 | Grand Prix des Nations            | Monza            | Phil Read     | Yamaha       | Résultat |
| 12 | Grand Prix du Canada              | Mosport          | Mike Hailwood | Honda        | Résultat |
| 13 | Grand Prix du Japon               | Fisco            | Ralph Bryans  | Honda        | Résultat |

### Championnat 1967 catégorie 250 cm³
| Clas. | Pilote            | N° | Pays               | Constructeur | Points | Victoires |
| ----- | ----------------- | -- | ------------------ | ------------ | ------ | --------- |
| 1     | Mike Hailwood     | 1  | Royaume-Uni        | Honda        | 50     | 5         |
| 2     | Phil Read         | 2  | Royaume-Uni        | Yamaha       | 50     | 4         |
| 3     | Bill Ivy          | 13 | Royaume-Uni        | Yamaha       | 46     | 2         |
| 4     | Ralph Bryans      |    | Royaume-Uni        | Honda        | 40     | 2         |
| 5     | Derek Woodman     | 4  | Royaume-Uni        | MZ           | 18     | 0         |
| 6     | Heinz Rosner      | 6  | Allemagne de l'Est | MZ           | 13     | 0         |
| 7     | Ginger Molloy     | 11 | Nouvelle-Zélande   | Bultaco      | 9      | 0         |
| 8     | Gyula Marsovsky   | 12 | Suisse             | Bultaco      | 8      | 0         |
| 9     | Akiyasu Motohashi | 8  | Japon              | Yamaha       | 6      | 0         |
| 10    | Tommy Robb        | 22 | Royaume-Uni        | Bultaco      | 5      | 0         |
| 10    | Dave Simmonds     |    | Royaume-Uni        | Kawasaki     | 5      | 0         |

## Grand Prix 1967 catégorie 125 cm³
| n° | Course                            | Lieu             | Vainqueur        | Constructeur | Résultat |
| -- | --------------------------------- | ---------------- | ---------------- | ------------ | -------- |
| 1  | Grand Prix d'Espagne              | Montjuïc         | Bill Ivy         | Yamaha       | Résultat |
| 2  | Grand Prix d'Allemagne de l'Ouest | Hockenheim       | Yoshimi Katayama | Suzuki       | Résultat |
| 3  | Grand Prix de France              | Clermont-Ferrand | Bill Ivy         | Yamaha       | Résultat |
| 4  | Tourist Trophy                    | Île de Man       | Phil Read        | Yamaha       | Résultat |
| 5  | Grand Prix des Pays-Bas           | Assen            | Phil Read        | Yamaha       | Résultat |
| 6  | Grand Prix d'Allemagne de l'Est   | Sachsen          | Bill Ivy         | Yamaha       | Résultat |
| 7  | Grand Prix de Tchécoslovaquie     | Brno             | Bill Ivy         | Yamaha       | Résultat |
| 8  | Grand Prix de Finlande            | Imatra           | Stuart Graham    | Suzuki       | Résultat |
| 9  | Grand Prix d'Ulster               | Dundrod          | Bill Ivy         | Yamaha       | Résultat |
| 10 | Grand Prix des Nations            | Monza            | Bill Ivy         | Yamaha       | Résultat |
| 11 | Grand Prix du Canada              | Mosport          | Bill Ivy         | Yamaha       | Résultat |
| 12 | Grand Prix du Japon               | Fisco            | Bill Ivy         | Yamaha       | Résultat |

### Championnat 1967 catégorie 125 cm³
| n° | Course               | Lieu | Vainqueur            | Constructeur | Résultat | Victoires |
| -- | -------------------- | ---- | -------------------- | ------------ | -------- | --------- |
| 1  | Bill Ivy             | 2    | Royaume-Uni          | Yamaha       | 56       | 8         |
| 2  | Phil Read            | 4    | Royaume-Uni          | Yamaha       | 40       | 2         |
| 3  | Stuart Graham        |      | Royaume-Uni          | Suzuki       | 38       | 1         |
| 4  | Yoshimi Katayama     | 6    | Japon                | Suzuki       | 19       | 1         |
| 5  | László Szabó         |      | Hongrie              | MZ           | 13       | 0         |
| 6  | Hans-Georg Anscheidt | 12   | Allemagne de l'Ouest | Suzuki       | 12       | 0         |
| 7  | Dave Simmonds        |      | Royaume-Uni          | Kawasaki     | 9        | 0         |
| 8  | Kel Carruthers       |      | Australie            | Honda        | 7        | 0         |
| 9  | Tim Coopey           |      | Canada               | Yamaha       | 6        | 0         |
| 10 | Thomas Heuschkel     |      | Allemagne de l'Est   | MZ           | 5        | 0         |
| 10 | Walter Scheimann     | 15   | Allemagne de l'Ouest | Honda        | 5        | 0         |

## Grand Prix 1967 catégorie 50 cm³
| n° | Course                            | Lieu             | Vainqueur            | Constructeur | Résultat |
| -- | --------------------------------- | ---------------- | -------------------- | ------------ | -------- |
| 1  | Grand Prix d'Espagne              | Montjuïc         | Hans-Georg Anscheidt | Suzuki       | Résultat |
| 2  | Grand Prix d'Allemagne de l'Ouest | Hockenheim       | Hans-Georg Anscheidt | Suzuki       | Résultat |
| 3  | Grand Prix de France              | Clermont-Ferrand | Yoshimi Katayama     | Suzuki       | Résultat |
| 4  | Tourist Trophy                    | Île de Man       | Stuart Graham        | Suzuki       | Résultat |
| 5  | Grand Prix des Pays-Bas           | Assen            | Yoshimi Katayama     | Suzuki       | Résultat |
| 6  | Grand Prix de Belgique            | Spa              | Hans-Georg Anscheidt | Suzuki       | Résultat |
| 7  | Grand Prix du Japon               | Fisco            | Ralph Bryans         | Honda        | Résultat |

### Championnat 1967 catégorie 50 cm³
| n° | Course               | Lieu | Vainqueur            | Constructeur | Résultat |   |
| -- | -------------------- | ---- | -------------------- | ------------ | -------- | - |
| 1  | Hans-Georg Anscheidt | 1    | Allemagne de l'Ouest | Suzuki       | 30       | 3 |
| 2  | Yoshimi Katayama     | 5    | Japon                | Suzuki       | 28       | 2 |
| 3  | Stuart Graham        |      | Royaume-Uni          | Suzuki       | 22       | 1 |
| 4  | Angel Nieto          | 6    | Espagne              | Derbi        | 12       | 0 |
| 5  | Barry Smith          | 8    | Australie            | Derbi        | 12       | 0 |
| 6  | Mitsuo Itoh          |      | Japon                | Suzuki       | 8        | 1 |
| 7  | R. Schmalze          |      | Allemagne de l'Ouest | Kreidler     | 6        | 0 |
| 8  | José Busquet         |      | Espagne              | Derbi        | 4        | 0 |
| 8  | Benjamin Grau        |      | Espagne              | Derbi        | 4        | 0 |
| 8  | Hiroyuko Kawasaki    |      | Japon                | Suzuki       | 4        | 0 |
| 8  | Tommy Robb           |      | Royaume-Uni          | Suzuki       | 4        | 0 |